# Iwan-Michelangelo D’Aprile

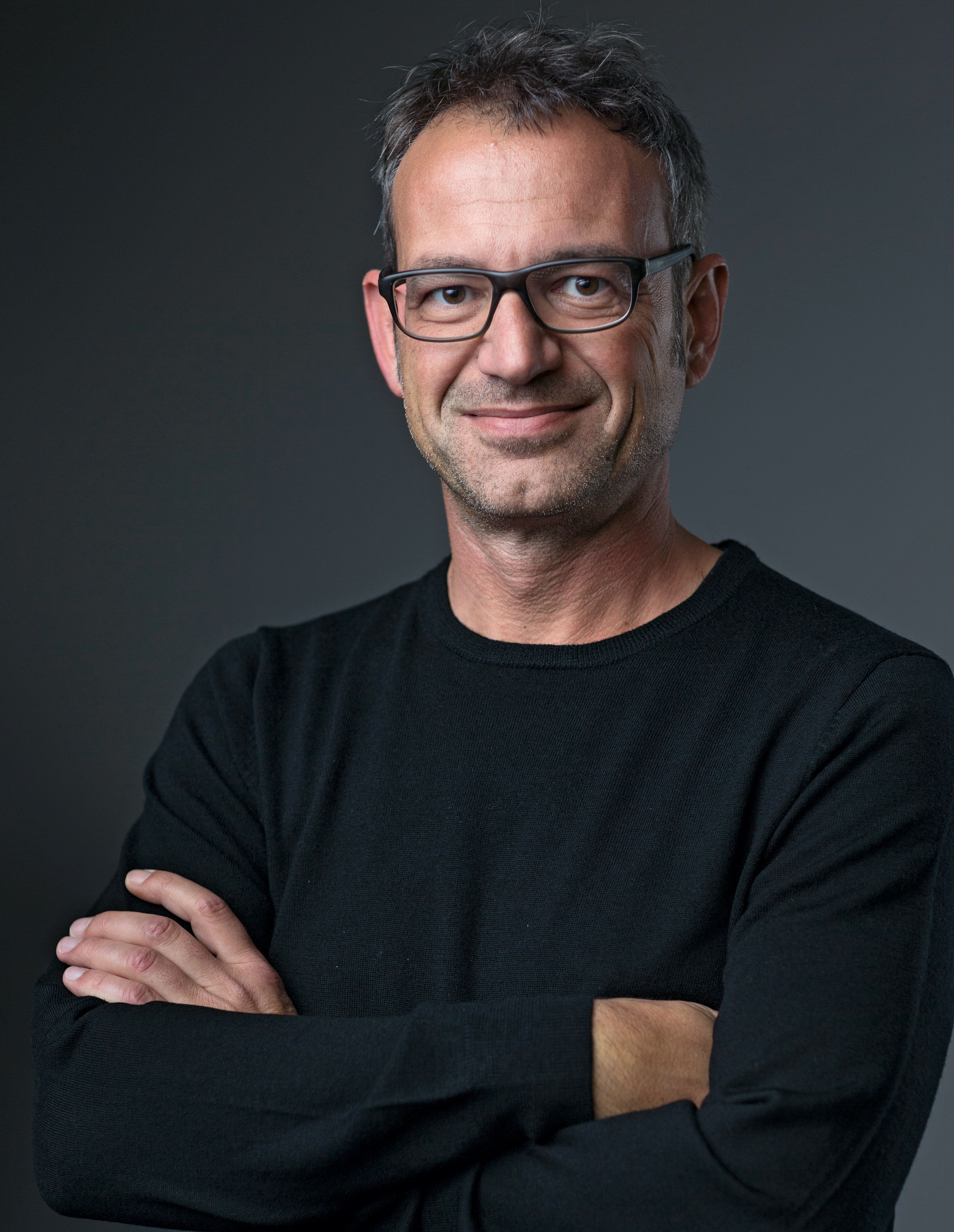
Iwan-Michelangelo D’Aprile (2021)

Iwan-Michelangelo D’Aprile (* 1968) ist ein deutscher Historiker und Literaturwissenschaftler.

## Leben
Nach dem Studium der Germanistik, Geschichte und Philosophie an der TU Berlin erwarb er 2001 das erste wissenschaftliche Staatsexamen und 2003 die Promotion an der Technischen Universität Berlin. Von 2009 bis 2015 war er Juniorprofessor für Europäische Aufklärung an der Universität Potsdam. Seit 2015 ist er dort Professor für Kulturen der Aufklärung. Iwan-Michelangelo D’Aprile war von 2015 bis 2018 Gründungsdirektor des Research Center Sanssouci. (RECS) und von 2022 bis 2024 Präsident der Deutschen Gesellschaft für die Erforschung des 18. Jahrhunderts (DGEJ). Seit 2022 ist er Vorsitzender der Theodor Fontane Gesellschaft.

## Schriften (Auswahl)
- Die schöne Republik. Ästhetische Moderne in Berlin im ausgehenden 18. Jahrhundert. Tübingen 2006, ISBN 3-484-18181-8.
- mit Winfried Siebers: Das 18. Jahrhundert. Zeitalter der Aufklärung. Berlin 2008, ISBN 3-05-004364-4.
- Die Erfindung der Zeitgeschichte. Geschichtsschreibung und Journalismus zwischen Aufklärung und Vormärz. Mit einer Edition von 93 Briefen von Friedrich Buchholz an Johann Friedrich Cotta und Johann Georg Cotta 1805–1833. Berlin 2013, ISBN 3-05-005186-8.
- Fontane. Ein Jahrhundert in Bewegung. Reinbek bei Hamburg 2018, ISBN 978-3-498-00099-8.